# Woolloomooloo
Woolloomooloo est un quartier portuaire du centre-ville (CBD) de Sydney, dans l'État de Nouvelle-Galles du Sud, en Australie.
Woolloomooloo est situé à 1,5 km à l'est du quartier central des affaires de Sydney dans la zone d'administration locale de la ville de Sydney. Le quartier est entouré par le grand parc : The Domain ainsi que les banlieues de Potts Point et Darlinghurst.
Le quartier pourrait être submergé d’ici 2100 par l'élévation du niveau de la mer.

## Galerie

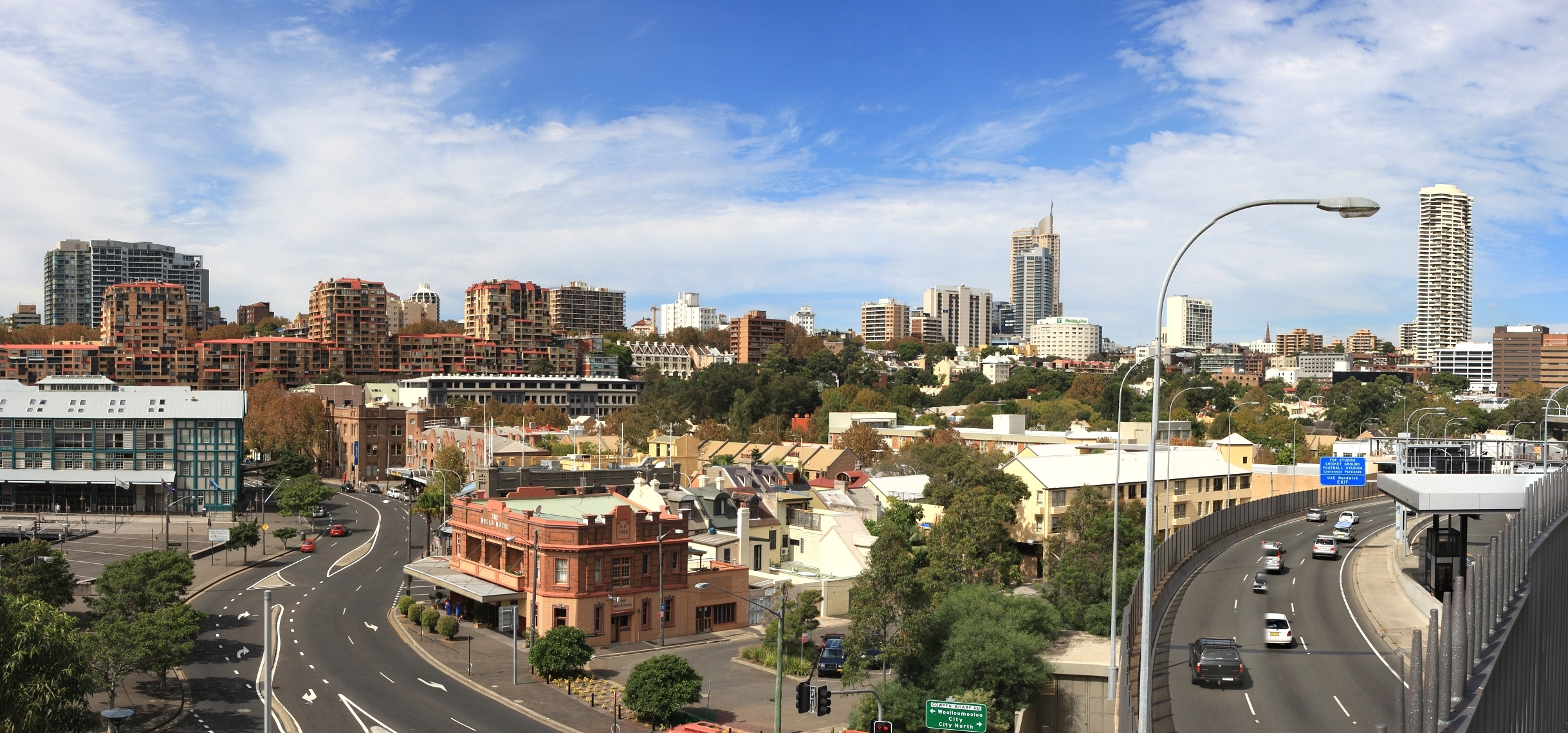
Vue panoramique du quartier de Woolloomooloo, Sydney.
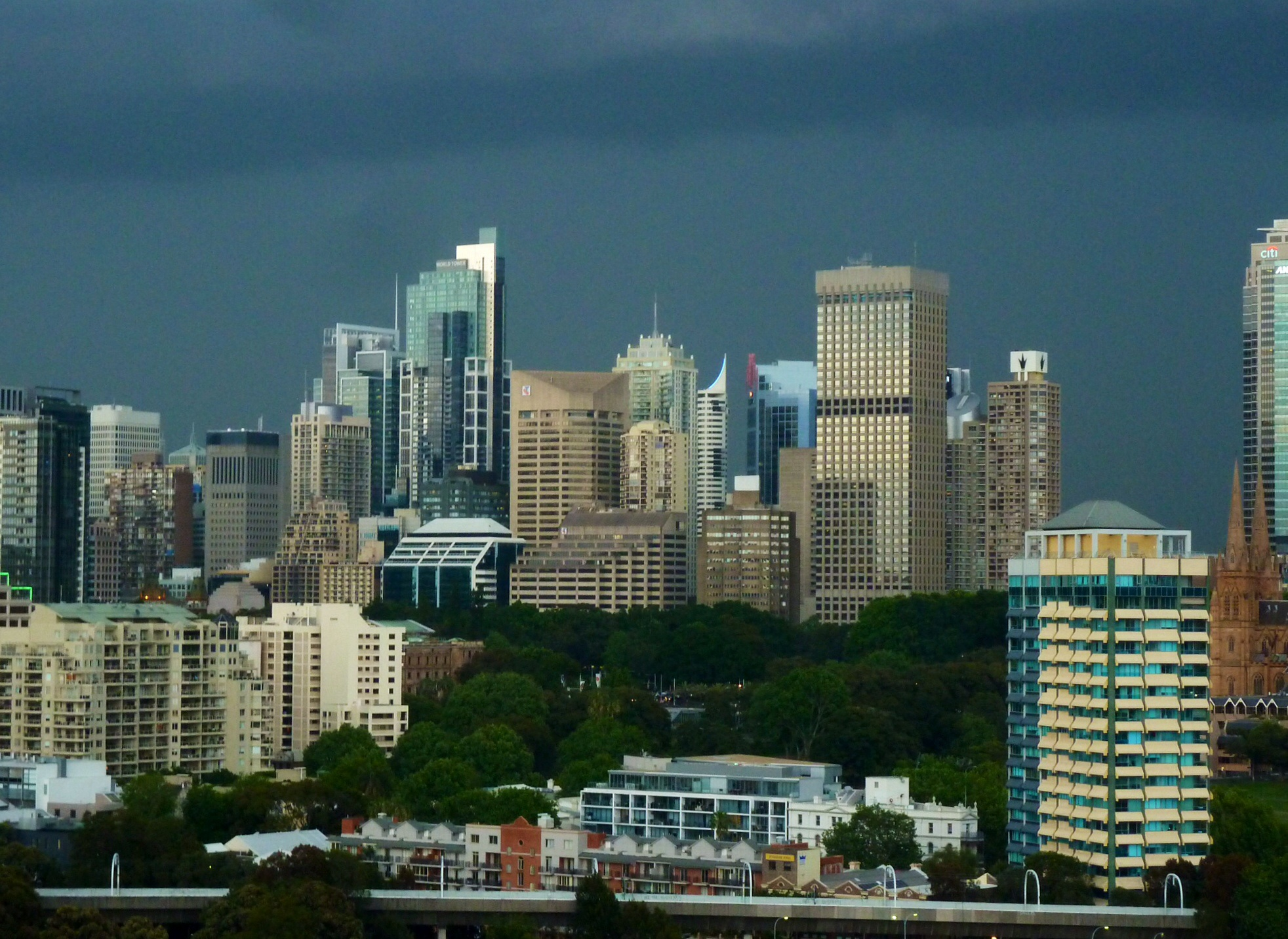
Immeubles
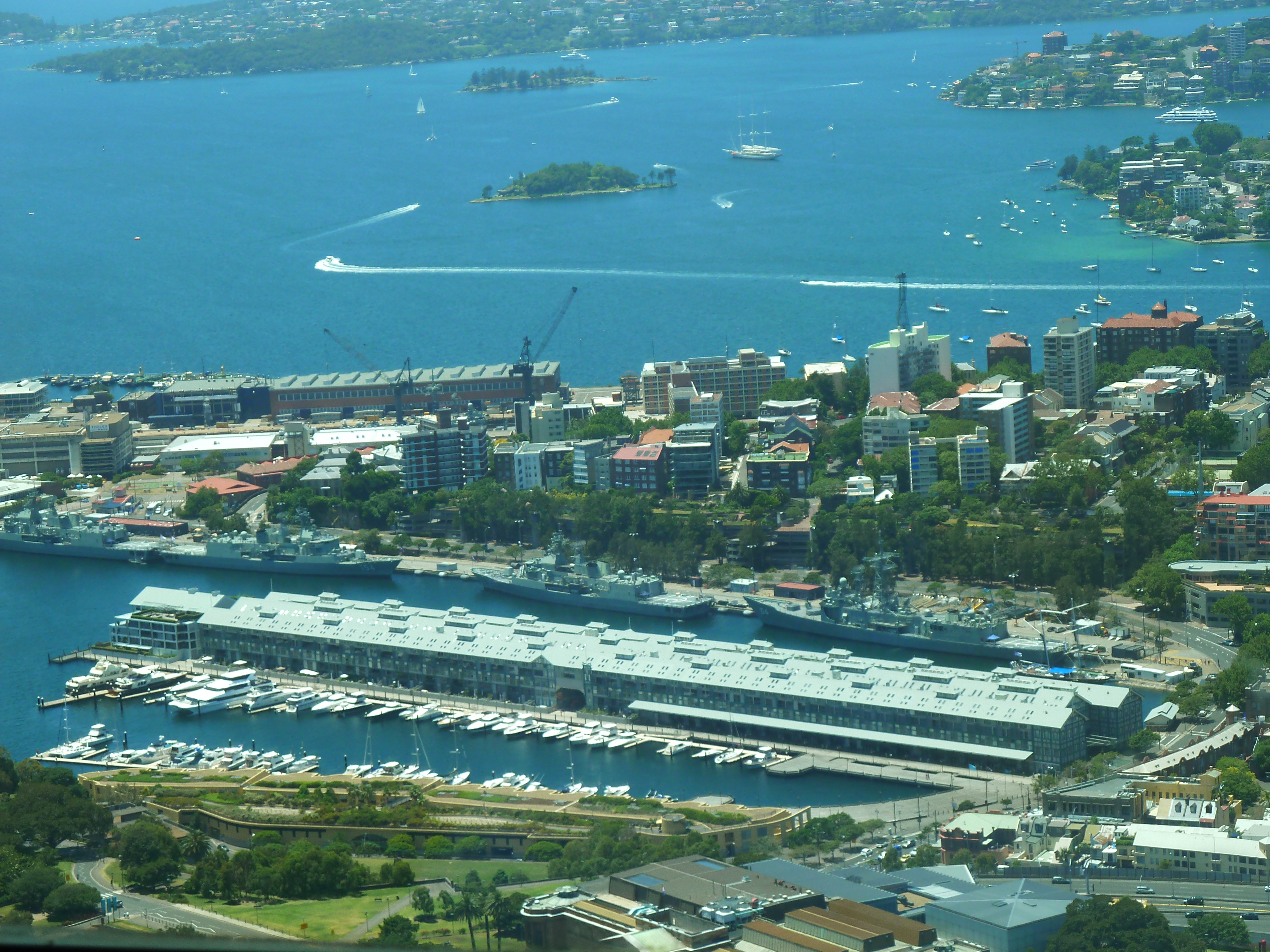
Vue du port